# Gangapur (Uttar Pradesh)
Gangapur è una suddivisione dell'India, classificata come nagar panchayat, di 6.388 abitanti, situata nel distretto di Varanasi, nello stato federato dell'Uttar Pradesh. 